# Pjotr Kropotkin
Pjotr Aleksejevitsj Kropotkin (Russisch: Пётр Алексеевич Кропоткин) (Moskou, 9 december 1842 – Dmitrov, 8 februari 1921) was een theoreticus van het anarchisme. Hij was in Rusland werkzaam als geograaf en geoloog en bewees onder andere dat de toenmalige landkaarten de loop van de bergketens in Siberië onjuist weergaven. Daarnaast deed hij onderzoek naar de IJstijd in Finland. Tijdens zijn ballingschap in het buitenland werkte Pjotr Kropotkin het anarchocommunisme verder uit en wist hij zijn denkbeelden hierover met succes te populariseren. Daarnaast bekritiseerde hij in zijn boek Wederzijdse Hulp, als factor in de evolutie, het denkbeeld van sommige biologen, dat zich in de natuur tussen dieren van dezelfde soort, overwegend onderlinge strijd zou afspelen.

## Biografie

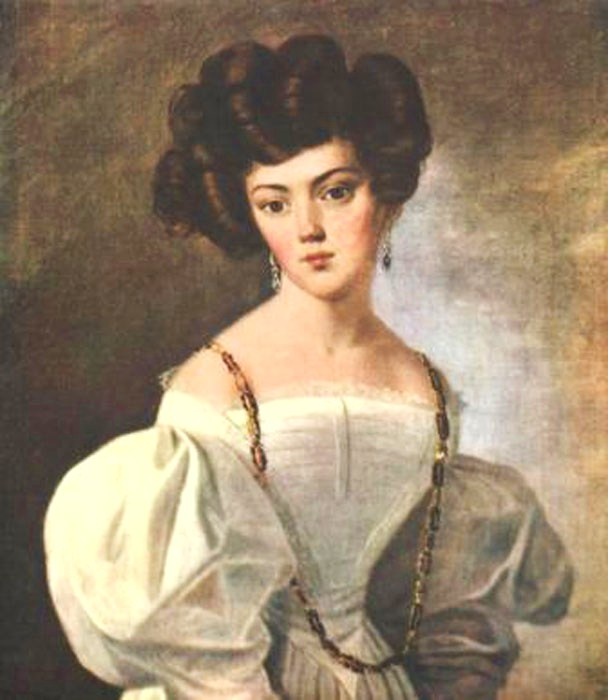
De moeder van Pjotr Kropotkin, Jekaterina Nikolajevna Soelima, gepubliceerd in Memoirs of an Anarchist, 1899

Prins Pjotr Kropotkin werd op 9 december 1842 in Moskou geboren. Zijn ouders waren prins Aleksej Petrovitsj Kropotkin en Jekaterina Nikolajevna Soelima. De familie Kropotkin stamde af van de voormalige heersers van het prinsdom Smolensk en van Rurik. In het Russische tsarenrijk was de titel prins (knjaz) de op een na hoogste adeltitel. De familie van de tsaar droeg de titel grootvorst en stonden een rang hoger dan de prinsen. In april 1846 stierf de moeder van Pjotr Kropotkin op 35-jarige leeftijd aan de tering. Twee jaar later hertrouwde zijn vader.
De vader van Pjotr Kropotkin was de eigenaar van ongeveer 1200 mannelijke lijfeigenen en ongeveer evenveel vrouwen. De meeste lijfeigenen werkten als boer op het land, maar anderen waren bedienden in het huis te Moskou of op het landgoed in de oblast Tambov. Pjotr Kropotkin werd een tegenstander van de lijfeigenschap door de onderdrukking van de lijfeigenen door de aristocraten. De eigenaar van de lijfeigenen was diegene die besloot wie met wie trouwde, waardoor veel gedwongen huwelijken gesloten werden. Ook kwam het vaak voor dat lijfeigenen werden verkocht of vergokt. Volgens Pjotr Kropotkin was zijn vader nog een van de meer aardige grootgrondbezitters, want veel andere eigenaren waren verantwoordelijk voor mishandeling, verkrachting, executies en gezinsbreuk in de lijfeigen families door het verkopen van hun kinderen.

### Pagekorps

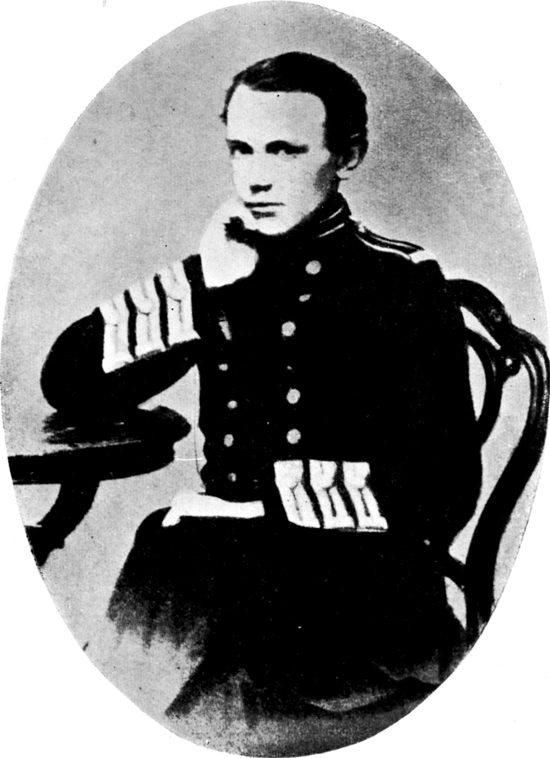
Pjotr Kropotkin in uniform (1861)

In augustus 1857 werd Pjotr Kropotkin op 14-jarige leeftijd naar een militaire kostschool in Sint-Petersburg gestuurd om opgeleid te worden voor het pagekorps. In dat jaar brak een groot aantal boerenopstanden in Rusland uit. Om deze opstanden te stoppen, vaardigde tsaar Alexander II in november 1857 een edict uit waarin bekend werd gemaakt dat de lijfeigenschap in de toekomst zou worden afgeschaft. Door dit edict stopten de boerenopstanden. In deze periode ging Kropotkin op zondagen naar zijn tante en nichtje in Sint-Petersburg. Zijn nichtje had illegale democratische tijdschriften in haar bezit, zoals de Poolster van Alexander Herzen. Door het lezen van deze tijdschriften werd Kropotkin een voorstander van de constitutionele monarchie.
In februari 1861 ondertekende de tsaar het Emancipatiemanifest waarin werd vastgelegd dat twee jaar later de lijfeigenschap zou worden afgeschaft. In juni 1861 werd Kropotkin bevorderd tot sergeant en werd hij in het officiële pagekorps van de tsaar opgenomen. De pages zorgden bij ontvangsten, bals en galadiners in het paleis voor de beveiliging en de uitvoering van ceremoniële functies. Kropotkin was in eerste instantie een bewonderaar van de tsaar door diens streven om de lijfeigenschap af te schaffen. Door de groeiende invloed van de adel op het beleid werd Kropotkins mening over de tsaar geleidelijk echter steeds negatiever. Veel edelen probeerden de bevrijding van hun lijfeigenen tegen te houden of grote schadevergoedingen af te dwingen. Na zijn laatste schooljaar koos Kropotkin ervoor om zijn militaire dienst te gaan vervullen bij een regiment in Oost-Siberië. Dit was tegen de wil van zijn vader, die liever zag dat Pjotr bij het hof zou gaan werken.

### In Siberië
In 1862 kreeg Pjotr Kropotkin van de gouverneur van Transbaikalja de opdracht om het strafsysteem in Siberië te onderzoeken. Tijdens zijn bezoek aan de goudmijnen zag Kropotkin dat gedetineerden de hele dag tot hun buik in ijskoud water werkten. In de zoutmijnen constateerde hij dat veel Poolse dwangarbeiders aan tuberculose of scheurbuik stierven. Kropotkin beschouwde de straffen barbaars en trachtte met de gouverneur om het systeem van dwangarbeid te hervormen, maar dit was niet mogelijk.
Op 19 februari 1863 werd de lijfeigenschap definitief afgeschaft. Bij de afschaffing van de lijfeigenschap slaagden de meeste grootgrondbezitters erin om veel geld te verdienen. De bevrijde boeren moesten hoge schadevergoedingen betalen aan de grootgrondbezitters om in hun huizen te mogen blijven wonen. De boeren moesten voor het gebruik van landbouwgrond een hoge jaarlijkse pacht of hypotheek betalen. Het land van Peters vader dat voor de bevrijding getaxeerd was op elf roebel per hectare, werd nu voor veertig roebel verkocht. De landbouwgrond bij het landgoed in de oblast Tambov werd twaalf jaar lang verpacht aan de dorpsgemeenschap voor een prijs die tweemaal zo hoog was als de opbrengsten van het land toen Peters vader het landgoed beheerde.
In de zomer van 1863 ging Kropotkin mee met een expeditie om dorpen aan de rivier Amoer te bevoorraden. Na deze expeditie werd hij de adjudant voor Kozakken-aangelegenheden van de gouverneur-generaal. De daarop volgende winter ging hij op expeditie om te onderzoeken of er een korte route bestond tussen Transbaikalja en de rivier de Amoer. Kropotkin maakte in 1864 een andere expeditie om de rivier Sungari in kaart te brengen. Door deze expedities kreeg Kropotkin respect voor de zelfredzaamheid van de plaatselijke bevolking, die met weinig staatsbemoeienis veel voor elkaar kreeg. In deze periode las hij een aantal illegale politieke boeken van onder andere Pierre-Joseph Proudhon en John Stuart Mill. In 1866 werd een opstand van Poolse krijgsgevangenen in Siberië hard neergeslagen door het Russische leger. Pjotr en zijn broer Alexander Kropotkin namen ontslag uit het leger nadat ze het nieuws over het bloedbad hoorden. Hun vader was woedend over hun ontslag en stuurde geen geld meer naar Pjotr en Alexander.

### Wetenschapper en Revolutionair

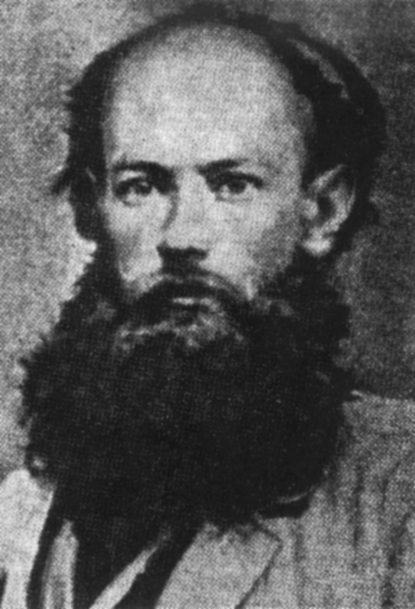
Pjotr Kropotkin circa 1870

Pjotr Kropotkin begon in 1867 een wiskundestudie aan de Petersburgse Universiteit. Hij besteedde ook veel tijd aan geografie. Kropotkin was door zijn Siberische expedities achter gekomen dat de toenmalige landkaarten de bergketens in Siberië fout weergaven. Hij probeerde door het verzamelen van de waarnemingen van verschillende onderzoekers de structuurlijnen van de Siberische bergketens te ontdekken. In 1871 ging hij op expeditie om de ijsafzettingen ten gevolge van de ijstijd in Finland te onderzoeken. Hij wees toen het aanbod af om secretaris van het Russisch Geografisch Genootschap te worden. Op 7 september 1871 stierf de vader van Pjotr Kropotkin.
In februari 1872 maakte Kropotkin een reis door Zwitserland. In Genève ging hij uit nieuwsgierigheid naar een bijeenkomst van de Zwitserse staatssocialistische afdeling van de Internationale Arbeiders-Associatie. Kropotkin was het niet eens met het besluit van het afdelingsbestuur dat een staking van bouwvakkers niet door mocht gaan. Kropotkin nam contact op met anarchisten in Genève. Op uitnodiging van de anarchisten ging hij naar de stad Neuchâtel en verbleef daar een week bij een horlogemaker die lid was van de Jura-Federatie. De Jura-Federatie was de Zwitserse anarchistische sectie van de Internationale Arbeiders-Associatie. De theoreticus van de Jura-federatie was Michael Bakoenin die tijdens Kropotkins bezoek niet aanwezig was. Deze week had grote invloed op Kropotkin. Kropotkin schreef erover in zijn memoires: “En toen ik uit de bergen kwam na een week bij de horlogemakers geweest te zijn, had ik mijn mening gevestigd. Ik was anarchist.”
In mei 1872 was Kropotkin terug in Sint-Petersburg en werd uitgenodigd om geheime bijeenkomsten van de Tsjaikovsy-groep bij te wonen. De groepering hield zich voornamelijk bezig met het verspreiden van liberale en socialistische literatuur. Kropotkin was de enige anarchist in dit gezelschap. Begin 1874 arresteerde het Russische regime een groot aantal leden van de Tsjaikovsy-groep. Daarom was Kropotkin van plan om te vluchten naar het zuidwesten van het Russische Tsarenrijk, maar hij wilde nog een discussiebijeenkomst van het Geografisch Genootschap op 25 maart 1874 bijwonen over zijn werk over de IJstijd. Na deze bijeenkomst werd Kropotkin opgepakt.

### Gevangenschap in Rusland
Na zijn arrestatie werd Pjotr Kropotkin gevangen gehouden in de Petrus- en Paulusvesting. Alexander Kropotkin ging de Petersburgse universiteit rond met een petitie die aan de tsaar vroeg om Pjotr Kropotkin de mogelijkheid te geven om zijn boek over de IJstijd af te maken. Dankzij de petitie gaf de tsaar hiervoor toestemming. Kropotkins verslag over de structuurlijnen van de Siberische bergketens werd in deze periode door het Geografisch Genootschap uitgebracht. In dit verslag bewees Kropotkin dat de bergketens in Siberië van zuidwest naar noordoost liepen.
Voor Pjotr Kropotkin was het een harde klap toen hij te horen kreeg dat zijn broer Alexander was gearresteerd. Alexander was gearresteerd omdat hij een brief had gestuurd naar Pjotr Lavrov in Londen, waarin hij klaagde over de slechte omstandigheden in Peters cel. Maanden later werd Alexander verbannen naar Siberië.
In april 1876 werd Pjotr Kropotkin overgeplaatst naar de gevangenis bij het Peterburgse gerechtshof, omdat zijn zaak zou voorkomen. Door de vochtige cel in de Petrus- en Paulusvesting was de gezondheid van Kropotkin hard achteruit gegaan. Volgens de gevangenisdokter zou Kropotkin sterven als hij niet naar een ziekenhuis werd gebracht. Kropotkin werd naar een militair hospitaal aan de rand van Sint-Petersburg gebracht. Kropotkin kreeg na een aantal weken toestemming om, onder bewaking, wandelingen op de binnenplaats te maken. Tijdens zijn wandelingen had Kropotkin gezien dat de poort van het militaire hospitaal open stond zodat boeren stookhout konden brengen. Na verbetering van zijn gezondheid legde hij in het geheim contact met zijn vrienden om een ontsnappingspoging te wagen. Het plan was dat de bevrijders een huurrijtuig in de buurt van de openstaande poort zouden zetten als Kropotkin zijn wandeling aan het maken was. Een violist zou met het spelen van muziek aan Kropotkin doorgeven wanneer de straat vrij was voor het rijtuig. Begin augustus 1876 maakte Kropotkin zijn gebruikelijke ronde. Toen de violist voor de eerste keer muziek speelde was Kropotkin nog te ver weg van de poort. Toen hij dichter bij de poort kwam, hield het vioolspel op, omdat paardenkarren met stookhout de weg voor het rijtuig blokkeerden. Toen de violist weer begon te spelen, rende Kropotkin richting de openstaande poort. De soldaten zetten de achtervolging in, maar het lukte Kropotkin om in het rijtuig te springen, dat daarna hard wegreed.

### In Zwitserland

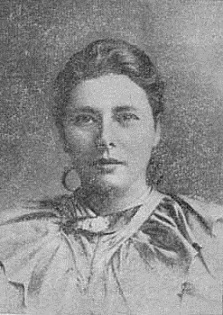
Sofja Kropotkin circa 1880

Via Zweden vluchtte Kropotkin naar Groot-Brittannië, waar hij zich in augustus 1876 vestigde in Edinburgh. Kropotkin begon voor het wetenschappelijke blad Nature en het dagblad The Times te schrijven.
In 1877 verhuisde Kropotkin naar La Chaux-de-Fonds in Zwitserland, waar hij bevriend raakte met Élisée Reclus en James Guillaume. Ook ontmoette Kropotkin daar de Russische revolutionaire Sofja Grigorjevna Ananjeva-Rabinovitsj. Kropotkin trouwde op 8 oktober 1878 met haar. Kropotkin begon artikelen te schrijven voor de Encyclopædia Britannica over geologie en geografie en schreef voor het Britse tijdschrift The Nineteenth Century voornamelijk over politiek. In 1878 werd Zwitserland door andere regeringen bekritiseerd dat er te weinig gedaan werd tegen de activiteiten van revolutionairen. Hierdoor werden verschillende mensen van de Jura-Federatie gearresteerd of verbannen. Kropotkin zette met een aantal andere personen de krant van de Jura-Federatie voort. In februari 1879 kwam het eerste nummer van deze krant onder de nieuwe naam Le Révolté uit. Na de aanslag op tsaar Alexander II in 1881 werd Zwitserland door Rusland onder druk gezet om revolutionairen uit Zwitserland te zetten. Op 30 augustus 1881 werd Kropotkin het land uitgezet. Hij verbleef korte tijd in het Franse stadje Thonon-les-Bains en verhuisde daarna naar Londen.

### Gevangenschap in Frankrijk
In oktober 1882 keerde Kropotkin terug naar Thonon-les-Bains. In 1882 was er een economische crisis in de streek rond Lyon. Hierdoor ontstond maatschappelijke onrust met stakingen en een bomaanslag. Hoewel er geen aanwijzingen waren over de daders, arresteerden de Franse autoriteiten meer dan zestig anarchisten, waaronder Kropotkin. Omdat er geen bewijs was van medeverantwoordelijkheid voor de aanslag, werden Kropotkin en de andere anarchisten aangeklaagd wegens vermoedelijk lidmaatschap van de Internationale Arbeiders-Associatie. In januari 1883 was de rechtszaak, die veertien dagen in beslag nam. Hoewel de openbare aanklager moest erkennen dat de Internationale Arbeiders-Associatie niet meer bestond, werden Kropotkin en vier andere anarchisten veroordeeld tot vijf jaar gevangenisstraf. Ongeveer veertig andere anarchisten kregen gevangenisstraffen van één tot vier jaar.
Liberale en socialistische kranten bekritiseerden de veroordelingen. In Groot-Brittannië werd een petitie opgesteld die de vrijlating van Kropotkin en de andere anarchisten eisten. Onder andere Victor Hugo, Herbert Spencer, Alfred Russel Wallace en Algernon Swinburne ondertekenden deze petitie. Ieder jaar werd een amnestievoorstel ter stemming genomen in het Franse parlement met meer dan honderd voorstemmers. In de herfst van 1885 werden de meeste gevangengenomen anarchisten vrijgelaten door een amnestiedecreet van President Jules Grévy, met uitzondering van Kropotkin en drie andere anarchisten. De Russische overheid probeerde Kropotkins vrijlating tegen te houden. Half januari 1886 werd Kropotkin vrijgelaten en hij vertrok in maart naar Londen.

### In Engeland

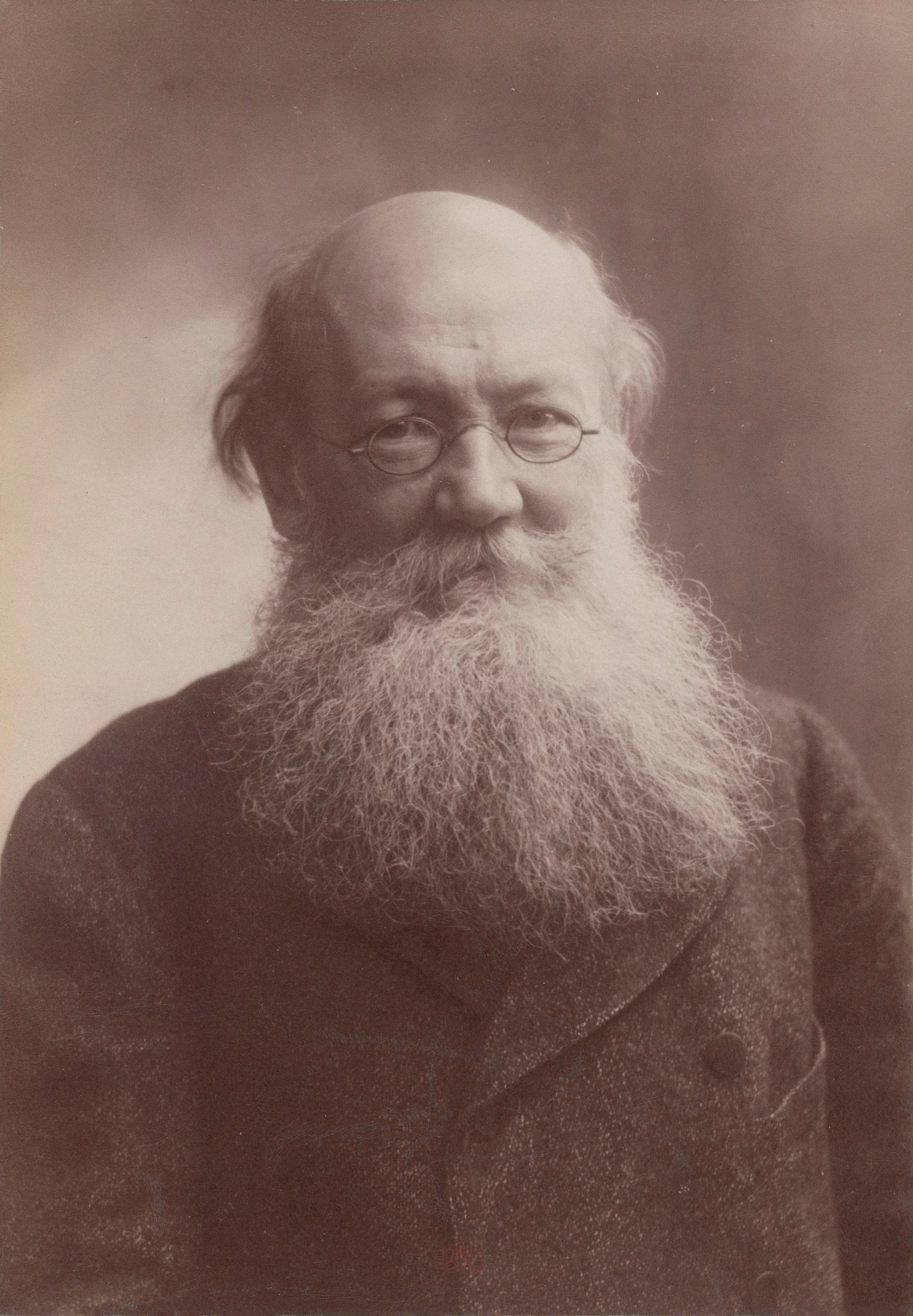
Pjotr Kropotkin circa 1900

In Londen was Pjotr Kropotkin de medeoprichter van het anarchistische blad Freedom. Op 25 juli 1886 pleegde Alexander Kropotkin zelfmoord, nadat hij te horen had gekregen dat zijn Siberische ballingschap werd verlengd voor onbepaalde tijd. Op 15 april 1887 werd de dochter van Pjotr Kropotkin geboren, als eerbetoon aan zijn overleden broer werd ze Alexandra genoemd.
Tijdens zijn verblijf in Engeland schreef Kropotkin de Verovering van het Brood (La Conquête du pain) in 1892 dat ging over het anarchocommunisme. Tussen 1891 en 1894 schreef hij voor The Nineteenth Century een aantal artikelen over de evolutietheorie, die in 1902 werden gebundeld tot het boek Wederzijdse Hulp, als Factor in de Evolutie. In 1897 maakte hij een reis van bijna vier maanden door Canada en de Verenigde Staten om een serie lezingen te houden over geografie en anarchisme. Tijdens zijn Amerikaanse lezingen werd Kropotkin door de redacteur van de krant The Atlantic Monthly overgehaald om zijn memoires te schrijven, die als een serie artikelen in dat blad verschenen. Zij werden in 1899 gebundeld tot het boek Memoires van een Revolutionair.
Bij het uitbreken van de Revolutie van 1905 wilde Kropotkin naar Rusland gaan om de strijd tegen de tsaristische autocratie te steunen, maar dit plan ging niet door, omdat de Russische regering al snel de volksopstand versloeg. In 1909 kwam zijn boek The Great French Revolution uit over de gebeurtenissen in de Franse Revolutie. Volgens Kropotkin waren de boeren en arbeiders degenen die het Franse feodalisme vernietigden en niet de politieke bewegingen van de bourgeoisie (feuillants, girondijnen en jacobijnen) die alleen hun eigen macht trachtten te vergroten.
Toen de Eerste Wereldoorlog in 1914 uitbrak, namen de meeste anarchisten een antimilitaristisch of pacifistisch standpunt in. In tegenstelling tot de meeste anarchisten was Kropotkin een voorstander van een Geallieerde overwinning in de Eerste Wereldoorlog, want volgens hem zou een Duitse overwinning het einde betekenen van bepaalde vrijheden die in Frankrijk en Groot-Brittannië beter gewaarborgd waren dan in Duitsland. In februari 1916 schreven Jean Grave en Kropotkin het Manifest van de Zestien dat verklaarde dat de anarchisten terecht de oorlog hadden afgewezen en dat de beste oplossing zou zijn als vrede afgedwongen kon worden door een internationaal vredescongres van Europese arbeiders. Volgens het manifest was een vredescongres op dat moment niet mogelijk, omdat er te weinig verzet vanuit de Duitse bevolking kwam tegen haar regering. Het manifest riep de Duitse arbeiders op om zich te verzetten tegen alle vormen van annexatie door Duitsland. Het manifest riep anarchisten en antimilitaristen op om de verdedigers van België en Frankrijk te steunen. Kropotkin werd bekritiseerd door zijn anarchistische vrienden Errico Malatesta, Emma Goldman, Rudolf Rocker en Ferdinand Domela Nieuwenhuis die vonden dat anarchisten tegen zowel de centrale mogendheden als de geallieerden moesten zijn.

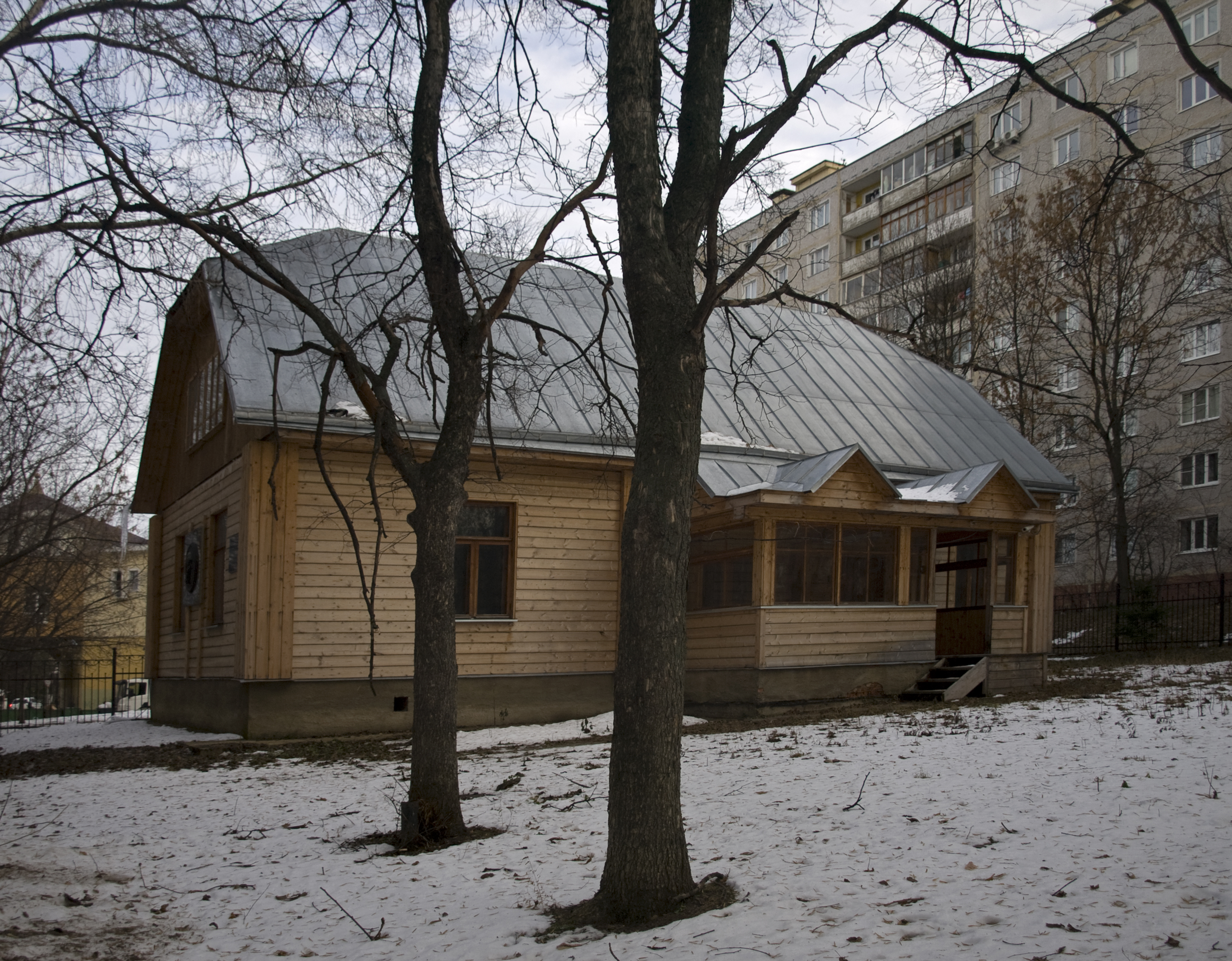
Het huis in Dmitrov waar Pjotr en Sofia Kropotkin tussen 1917 en 1921 woonden.

### Terugkeer naar Rusland

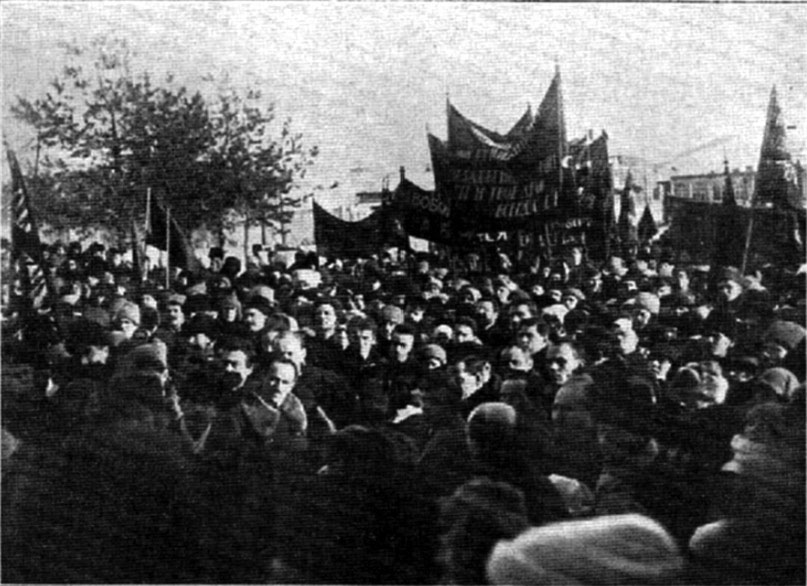
Foto van de begrafenis van Pjotr Kropotkin.

Na de Februarirevolutie van 1917 keerde Kropotkin terug naar Rusland. Hij steunde het voorstel van de regering-Kerenski om Rusland in een federatie van autonome republieken te veranderen, omdat Kropotkin dat zag als een manier om een rechtse staatsgreep of een bolsjewistische staatsgreep te voorkomen. Premier Aleksandr Kerenski vroeg of Kropotkin minister voor Onderwijs wilde worden, maar deze weigerde omdat dit tegen zijn anarchistische principes was.
De Oktoberrevolutie was volgens Kropotkin niets anders dan een bolsjewistische staatsgreep. Direct na de Oktober-omwenteling zei Kropotkin: “Dit delft het graf voor de revolutie”. Volgens Kropotkin waren de bolsjewistische communisten bezig om de volksrevolutie de grond in te boren. Vladimir Lenin kon Kropotkin niet uitschakelen omdat dat het proletarische imago van de bolsjewistische dictatuur zou beschadigen. Toen het onjuiste gerucht rond ging dat Kropotkin gearresteerd was door de bolsjewieken, leidde dat tot ophef in West-Europese landen, waardoor het imago van de Sovjet-Unie in gevaar kwam.
In zijn Brief aan de arbeiders van West-Europa uit 1919 riep Kropotkin de Europese arbeiders op om te demonstreren voor de beëindiging van de buitenlandse interventie door Frankrijk, Groot-Brittannië en de Verenigde Staten in de Russische Burgeroorlog. Kropotkin schreef dat de buitenlandse interventie zorgde dat de bolsjewieken de mogelijkheid kregen om hun “dictatoriale maatregelen krachtiger te maken die de macht over ieder levensdetail centraliseren in handen van de regering. Het gevolg is dat een geweldig groot deel van de normale bezigheden in het land werd stilgelegd. Het kwaad dat eigen is aan staatscommunisme, is vertienvoudigd onder het voorwendsel dat al onze ellende te wijten is aan buitenlandse interventie.”
Kropotkin schreef op 4 maart 1920 een brief aan Lenin over het feit dat postbeambten en telegraafpersoneel honger leden doordat staatsrantsoenen niet waren aangekomen. Kropotkin bekritiseerde in dezelfde brief de export van voedsel naar het buitenland ten tijde van hongersnood en de vernietiging van de lokale democratische sovjets. Op 21 december 1920 schreef hij opnieuw een brief aan Lenin, waarin hij het gebruik van gijzelaars door de bolsjewieken veroordeelde. De bolsjewieken zouden deze gijzelaars vermoorden als er belangrijke partijleden werden geliquideerd. Kropotkin schreef nog een brief aan Lenin om voor de vrijlating van een aantal leden van een lokale coöperatie te pleiten die door de bolsjewieken waren gearresteerd wegens kritiek op het bolsjewisme. Ze werden niet vrijgelaten, maar Lenin zorgde er wel voor dat de doodstraf werd omgezet in een gevangenisstraf.
Op 8 februari 1921 stierf Kropotkin aan de gevolgen van een longontsteking. De bolsjewieken boden de familie een staatsbegrafenis aan, maar die wees dit af. De begrafeniscommissie vroeg aan de bolsjewistische autoriteiten om anarchisten uit de gevangenis van Moskou te laten, zodat ze de begrafenis konden bijwonen. Zeven gevangen anarchisten kregen tijdelijk verlof om de begrafenis bij te wonen. Er waren meer dan 20.000 mensen aanwezig bij de begrafenis. Tijdens de begrafenisstoet werden spandoeken met antibolsjewistische leuzen omhooggehouden. Kropotkins begrafenis op 13 februari 1921 was de laatste anarchistische demonstratie in Rusland tot 1988. Pjotr Kropotkin ligt begraven op de Novodevitsji-begraafplaats.

## Denkbeelden

### Anarchocommunisme
Pjotr Kropotkin heeft het anarchocommunisme gepopulariseerd. Het anarchocommunisme streeft naar een staatloze samenleving gebaseerd op gemeenschappelijk bezit van de productiemiddelen, waarbij de geproduceerde goederen verdeeld worden naar ieders behoefte. Kropotkin wilde dat de Staat vervangen zou worden door een federatie van communes. Kropotkin gebruikte de term commune in de betekenis van een vereniging waarin mensen vrijwillig samenwerken. De geproduceerde goederen worden naar behoefte gedistribueerd onder alle leden van de federatie van communes. Overvloedige producten kunnen genomen worden naar ieders behoefte, terwijl schaarse goederen gerantsoeneerd worden verdeeld onder diegene die er behoefte aan hebben. Volgens Kropotkin was het in zijn tijd mogelijk dat er genoeg geproduceerd zou worden om de belangrijkste behoeftes van de mensheid te vervullen. Kropotkin was tegen een vastgelegde arbeidsverdeling en vond dat iedereen de kans moet krijgen om verschillende soorten werkzaamheden af te wisselen. Ook pleitte hij voor de toepassing van stadslandbouw.

### Revolutie
Volgens Kropotkin ontstaat een maatschappelijke revolutie als de omstandigheden zorgen dat de onrechtvaardigheid van de staatsinrichting en de economie wordt blootgelegd. Als een revolutie uitbreekt, dan moeten de anarchisten zorgen dat de bevolking hun eigen decentrale en democratische samenwerkingsverbanden opzetten gebaseerd op vrijwillige deelname. In niet-revolutionaire periodes moeten de anarchisten zich richten op de zelforganisatie van de onderdrukten. Kropotkin bekritiseerde in 1885 de marxisten, die vonden dat de revolutie het doel had om een revolutionaire Staat in het leven te roepen, want volgens Kropotkin leidt een revolutionaire Staat tot de onderdrukking van het volk. Kropotkin was een tegenstander van propaganda van de daad in de vorm van aanslagen en bekritiseerde deze tactiek op het Londense anarchistische congres in 1881.

### Wederzijdse Hulp in de Evolutie
De bioloog Thomas Huxley betoogde in zijn artikel Struggle for Existence in Human Society uit 1888 dat in de natuur voornamelijk onderlinge strijd tussen soortgenoten bestond in de vorm van gewelddadige gevechten en concurrentiestrijd om de bestaansmiddelen. Huxley beweerde dat dezelfde hobbesiaanse strijd zich ook afspeelde in de oertijd van de mensheid. Naar aanleiding van Huxley’s artikel schreef Kropotkin een aantal artikelen dat in 1902 werd gebundeld tot het boek Wederzijdse Hulp, als factor in de evolutie. Kropotkin bekritiseerde het idee van Huxley dat er voornamelijk onderlinge strijd bestaat tussen dieren van dezelfde soort. Volgens Kropotkin komt zowel samenwerking als onderlinge strijd tussen dieren van dezelfde soort voor, maar speelt wederzijdse hulp tussen soortgenoten een grotere rol in het leven en de evolutie dan onderlinge strijd. Kropotkin geeft een groot aantal voorbeelden van samenwerking bij verschillende diersoorten bij het jagen, vissen, rondtrekken en het beschermen van zichzelf en hun nakomelingen. Het instinct van wederzijdse hulp komt veel voor in de dierenwereld, omdat het grote voordelen biedt in de strijd om het bestaan tegen slechte omstandigheden, ziektes, natuurrampen en de aanvallen van andere diersoorten. Sociale diersoorten bezitten een grote voorsprong in de strijd om het bestaan, omdat door onderlinge samenwerking individuen langer kunnen leven en meer nakomelingen kunnen voortbrengen.

### Ethiek
Volgens Pjotr Kropotkin bestaat moraal uit drie verschillende bestanddelen, namelijk wederzijdse hulp, rechtvaardigheid en vrijgevigheid.
Volgens Kropotkin is het motief voor alle bewuste handelingen het streven naar een gelukzalig gevoel en het vermijden van pijn. En dit geldt voor zowel morele als immorele handelingen. Door andere mensen te helpen krijgt men een gelukzalig gevoel. Volgens Kropotkin is het genot van het sociaal handelen ontstaan uit de noodzaak van wederzijdse hulp voor het overleven van de mens. Door natuurlijke selectie worden de sociale instincten versterkt, zoals het vermogen van sympathie. Sympathie is het meevoelen of meeleven met een ander persoon. Volgens Kropotkin betekent het meevoelen met een ander persoon, dat men deze andere persoon erkent als een gelijke. Uit het gevoel van sympathie ontstaat bij de mens het denkbeeld van gelijkheid en dit denkbeeld is de bron van rechtvaardigheid. Rechtvaardigheid is het bewustzijn van de gelijke rechten van ieder mens. Rechtvaardigheid is gebaseerd op wederkerigheid, dat wil zeggen dat het wordt verwacht dat iedereen rechtvaardig handelt en rechtvaardig behandeld wordt. Als iemand geweld gebruikt tegen een onschuldig persoon, dan is het rechtvaardig om de gelijkheid te herstellen door de aanvaller (gewelddadig) tegen te houden. Kropotkin definieert rechtvaardigheid met de stelregel: “Behandel anderen zoals jezelf behandeld wil worden door anderen, in dezelfde omstandigheden.”
Vrijgevigheid is het vrijelijk geven aan een ander, zonder er iets voor terug te verwachten. Vrijgevigheid noemt Kropotkin ook weleens zelfopoffering en verdient volgens hem pas echt de naam moraal in de volste betekenis van het woord. Vrijgevigheid is wenselijk, maar niet ethisch verplicht. In navolging van de filosoof Jean-Marie Guyau zag Kropotkin de oorsprong van vrijgevigheid in de overvloedigheid van wilskracht.

## Selecte bibliografie
- ca 1880 - De commune van Parijs
- 1885 - Paroles d'un révolté. Paris, Flammarion
- 1885 - Een woord aan de jongelieden. 's-Gravenhage, Liebers. Met eene voorafgaande levensschets
- 1889 - La morale anarchiste
- ca. 1890 - De anarchie. Philosophie en ideaal. Den Haag, Samson
- ca. 1890 - Het loonsysteem. Den Haag, Heller
- 1891 - De onafhankelijke moraal. 's-Gravenhage, Liebers
- 1892 - La Conquête du pain. Vertaald als: De verovering van het brood. Nijmegen, Veenstra & Co., 1894. Vertaald door Germanus (= pseud. van Ferdinand Domela Nieuwenhuis)
- 1893 - Een studie over de revolutie. Amsterdam, Fortuyn
- 1896 - Anarchism: Its Philosophy and Ideal
- 1896 - Gosudarstvo i yego rol' v istorii. Vertaald als: De staat. Zijn rol in de geschiedenis en in den modernen tijd. Zandvoort, De Roode Bibliotheek, 1930?. Bevat: Eerste boek: De staat en zijn rol in de geschiedenis. Tweede boek: De moderne staat
- 1897 - De staat en zijn rol in de geschiedenis. Amsterdam, J. Sterringa. Voordracht
- 1898 - De natuurlijke moraal. Een studie over dieren en menschen. Rotterdam, Brouwer
- 1898 - Anarchist Morality
- ca. 1898 - Allemaal socialisten!. Amsterdam, J. Sterringa
- ca. 1898 - De gemeente. Amsterdam, J. Sterringa
- 1899 - De onvermijdelijke anarchie. Amsterdam, J. Sterringa
- 1899 - Memoirs of a Revolutionist. Bevat: I: Childhood. The corps of pages. Siberia. II: St. Petersburg - first journey to Western Europe. The fortress - the escape. Western Europe. Vertaald als: Gedenkschriften van een revolutionnair. Gorinchem, Wink,1902. In 2013 uitgegeven als: Memoires van een revolutionair. Herinneringen 1842-1886, vert. Anita C. van de Ven ISBN 978-90-816628-4-0
- 1899 - Fields, Factories and Workshops or, Industry combined with agriculture and brain work with manual work. Vertaald als: Van veld, fabriek en werkplaats of Nijverheid in verband tot landbouw en hersenarbeid vereenigd met handenarbeid. Amsterdam, J. Sterringa, 1902
- 1900 - Zijn de gevangenissen noodzakelijk?. Groningen, Drukkerij "Volharding"
- 1902 - Landbouw en industrie. Hoofd- en handenarbeid vereenigd
- 1902 - Mutual Aid, a Factor in Evolution
- 1904 - De moderne wetenschap en het anarchisme. Den Haag, Samson. Bewerkt door F. Domela Nieuwenhuis
- 1904 Wederkeerig dienstbetoon. Een factor der evolutie. Amsterdam, Van Looy. Voorafgegaan door: Strijd voor het bestaan en wederkeerig dienstbetoon door J. Mac Leod. In 2004 uitgegeven als: Wederzijdse hulp, een factor in de evolutie, vert. Fanny Mac Leod-Maertens ISBN 90-807734-6-8
- 1905 - Russian literature. London, Duckworth
- 1905 - Ideals and realities in Russian literature. New York, A. A. Knopf. Vertaald als: Idealen en werkelijkheid in de Russische literatuur. Amsterdam, Van Looy, 1907
- 1909 - La Grande Révolution, 1789-1793. Vertaald als: De Fransche revolutie, Krommenie, uitgave Soc. Anarchistisch Verbond, ca. 1920. Uit het Fransch in het Nederlandsch bew. door: Gerhard Rijnders
- 1913 - La science moderne et l'anarchie. Paris, Stock. Vertaald als: De moderne staat. Een bundel argumenten in den strijd tegen het parlementarisme. Amsterdam, G. Rijnders, 1913
- 1914 - Le salariat. Vertaald als: La salajro. Amsterdam, Nutters
- 1924 - Ethics: Origin and Development